# 王貞文
王貞文（1965年9月29日—2017年5月10日）臺灣新北市淡水區人，筆名偉海、吳理真、綠鷹、綠茵。台南神學院神學研究所碩士，德國贝特尔教会学院（Kirchliche Hochschule Bethel） 神學院博士候選人。台南神學院講師、牧師。曾獲得王世勛文學新人獎、K氏臺灣青年人文獎、李江卻基金會臺文小說獎、海翁臺語文學獎。
王貞文初期以華文寫作，從1992年到2005年共出版《海邊的粿葉樹》、《求道手記》、《橋上來回》、《控訴與紀念》等七本華文小說。1994年在德國留學時，開始用臺灣閩南語寫作，作品有詩、散文、小說與翻譯。第一篇台語小說〈天使〉在1997年發表於《台灣新文學》第九期。2000年到2003年陸續發表了八篇台灣短篇小說，在2006年出版臺文小說集《天使》。作品內容刻畫台灣歷史與社會，富有基督教色彩、女性主義色彩、反抗精神，並且善於作人物心理描繪。